# Giovanni Rambotti

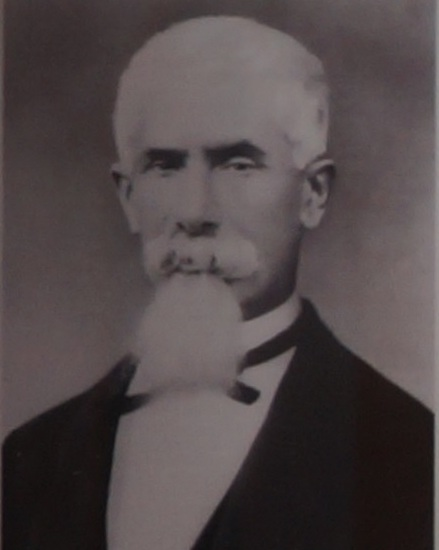
Giovanni Rambotti

Giovanni Rambotti (* 21. November 1817 in Desenzano del Garda; † 22. Dezember 1896 ebenda) war ein italienischer Notar und Lokalpolitiker sowie ein anerkannter Hobbyarchäologe und Prähistoriker.

## Leben
Giovanni Rambotti wurde am 21. November 1817 in Desenzano del Garda als Sohn einer alteingessenen Familie geboren. 1840 wurde er an der Universität Pavia in Rechtswissenschaft promoviert und arbeitete fortan als Notar in Desenzano, das damals zum Kaisertum Österreich gehörte. Von 1848 bis 1859 war er in der Gemeindeverwaltung tätig und leitete während der Cholerapandemie zwischen 1849 und 1855 die Gesundheitskommission. Von 1861 bis 1862 war er der erste Bürgermeister von Desenzano im neu gegründeten Königreich Italien. In seiner kurzen Amtszeit als Bürgermeister gründete der für soziale Fragen offene Rambotti den Ortsverein der Arbeiterwohlfahrt (italienisch Società operaia di mutuo soccorso), dem er als Präsident vorstand. Von 1863 bis 1872 bekleidete er das Amt des Direktors der gleichgestellten Technischen Hochschule. Ab 1878 war er Direktor des staatlichen Gymnasiums „Girolamo Bagatta“ in Desenzano.

## Forschungen
Seine erste Berührung mit der Prähistorie scheint der vielseitig interessierte Rambotti im Sommer 1868 gehabt zu haben. In einem Moor bei Machetto südlich von Desenzano entdeckte man die Überreste eines Skeletts, Tierknochen, Holzfragmente und Feuersteinabschläge. Diese Funde bildeten den Grundstock seiner prähistorischen Sammlung. Als man 1872 etwa 2 km südwestlich von Desenzano beim Torfabbau prähistorische Siedlungsspuren entdeckte, begann Rambotti dort mit seinen Forschungen. Er identifizierte die bronzezeitliche Pfahlbausiedlung von Polada und sammelte alle Funde. 1875 wurde seine Sammlung bronzezeitlicher Artefakte in einer Ausstellung zur prähistorischen Archäologie in Brescia ausgestellt. Seine Funde erregten großes Interesse und so kam er in Kontakt mit dem Archäologen Luigi Pigorini. In seinem Haus, in dem er ein Museum eingerichtet hatte, empfing er internationale Besucher. Auch der italienische Dichter Giosuè Carducci gehörte zu seinen Gästen. Ab 1882 bekleidete er schließlich das Amt des Königlichen Inspektors für Ausgrabungen und Denkmäler im Bereich von Desenzano. Seine Forschungsergebnisse wurden nie veröffentlicht. Nach seinem Tod gelangten die Funde und seine Aufzeichnungen ins Museo Nazionale Preistorico Etnografico „Luigi Pigorini“ in Rom.

## Ehrungen
Giovanni Rambotti wurde zum Ritter und Offizier des Ordens der Krone von Italien ernannt. In Desenzano del Garda wurden das Museo civico archeologico „Giovanni Rambotti“ und eine Straße nach ihm benannt.